# Khát nước
Khát nước (danh pháp khoa học: Clamator coromandus) là một loài chim trong họ Cuculidae.
Khát nước được tìm thấy ở Đông Nam Á và một phần của Nam Á. Chúng có phần trên đen bóng, đầu đen với đôi cánh dài màu hạt dẻ, đuôi dài màu đen bóng, cổ họng xù xì, mặt dưới màu xám và lông cổ áo màu trắng xám. Chúng sinh sản dọc theo dãy Himalaya và di cư về phía nam vào mùa đông đến Sri Lanka, nam Ấn Độ và vùng nhiệt đới Đông Nam Á bao gồm các vùng của Indonesia, Thái Lan và Philippines. Chúng dài khoảng 47 cm.

## Phân bố
Loài được tìm thấy từ dãy Himalaya phía tây đến dãy Himalaya phía đông và kéo dài sang Đông Nam Á.  Chúng đã được ghi nhận từ Ấn Độ, Nepal, Trung Quốc, Indonesia, Lào, Bhutan, Bangladesh, Campuchia, Thái Lan, Myanmar, Malaysia, Việt Nam, Sri Lanka và Philippines.  Một số quần thể có thể không di cư.

## Hình ảnh

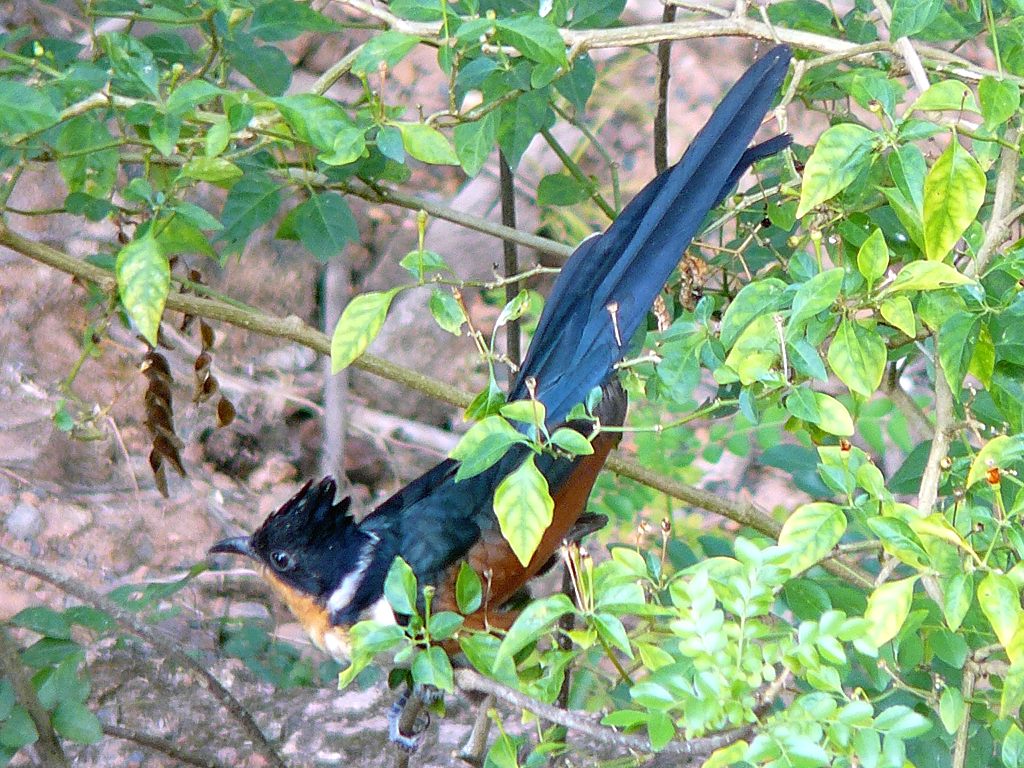
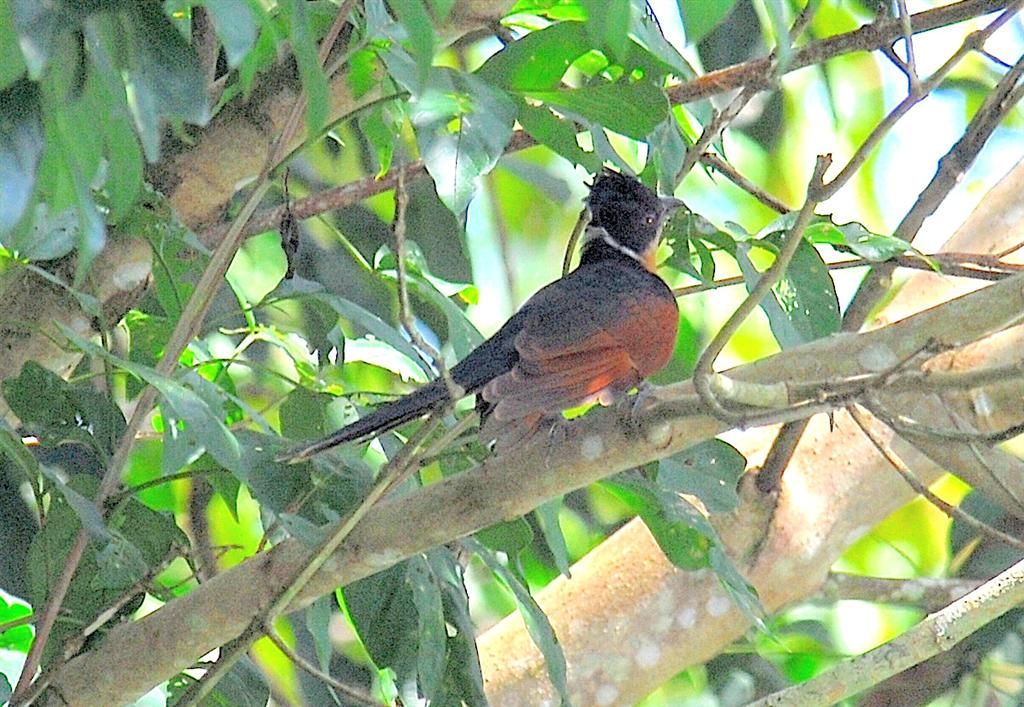